# Mongolska Partia Ludowa
Mongolska Partia Ludowa (mong. Монгол Ардын нам, Mongol Ardyn Nam), w 1924–2010 nosiła nazwę Mongolska Partia Ludowo-Rewolucyjna (mong. Монгол Ардын Хувьсгалт нам, Mongol Ardyn Chuwsgalt Nam) – partia polityczna w Mongolii. Często używane skróty tej nazwy to: MPL (polski), MPP (angielski) oraz МАН (fonetyczny zapis mongolski); do 2010. używane skróty MPLR (polski), MPRP (angielski) oraz МАХН (fonetyczny zapis mongolski).
Partia ta rządziła Mongolią od 1921 do 1996 (do 1990 była jedyną działającą w kraju partią), od 2000 do 2004 oraz od 2006 w koalicji. W Wielkim Churale Państwowym partia ta zajmuje 46 miejsc (60,5%). Partia obecnie wchodzi w skład rządzącej koalicji. Przewodniczącym partii w latach 2007–2010 był Sandżaagijn Bajar.

## Historia
Partia została założona w 1921 roku i uważa się ją za pierwszą partię polityczną w tym kraju. Początkowo jej nazwa brzmiała Mongolska Partia Ludowa, lecz później, na zjeździe w 1924 roku dodano przymiotnik Rewolucyjna. Organizacja partii była bardzo podobna do organizacji KPZR; MPLR wzorowała się na swojej radzieckiej odpowiedniczce.
Działalność MPLR wzbudza wiele kontrowersji, często związanych ze stosunkiem Mongolii do ZSRR; frakcja antysowiecka została odsunięta od władzy, zaś część przeciwników partii najprawdopodobniej zginęła. Miało to związek z nastaniem stalinizmu, gdy ster partii objął Chorlogijn Czojbalsan.
Czojbalsan został następnie zastąpiony przez Jumdżagijna Cedenbala, który piastował urząd premiera przez 22 lata. Jego styl rządzenia był łagodniejszy, równolegle z dojściem w ZSRR do władzy Nikity Chruszczowa.
W związku z pieriestrojką w ZSRR również Mongolia zaczęła unowocześniać swój ustrój polityczno-gospodarczy. Na zjazdach MPLR w latach 1988, 1990 oraz 1992 członkowie partii zadecydowali o wprowadzeniu pluralizmu politycznego, reform gospodarczych, a także odrzuceniu filozofii materialistycznej na rzecz tradycji ludowej i buddyzmu. U władzy MPLR pozostała do roku 1996, kiedy to do władzy doszła Partia Demokratyczna, zdobywając 50 na 76 miejsc w Wielkim Churale Państwowym. Pod przewodnictwem Nambaryna Enchbajara partia określiła swoją ideologię jako socjaldemokratyczną. W wyborach 2000 roku MPLR odniosła wyraźne zwycięstwo i powróciła do władzy.
Wybory parlamentarne, które odbyły się 27 czerwca 2004 roku, były rekordowe, jeśli chodzi o frekwencję – uznano je za wielką porażkę MPLR. Partia utrzymała niewielką przewagę na pozostałymi partiami, ale nie dysponując w parlamencie większością, nie mogła samodzielnie sprawować rządów. Od sierpnia 2004 r. do 25 stycznia 2006 tworzyła koalicję, nie dysponując już urzędem premiera. 26 stycznia 2006 premierem został Mijeegombyn Enchbold, polityk MPLR, który kierował rządem do 22 listopada 2007. Po decyzji kongresu partii dotyczącej zmiany przewodniczącego, podał się do dymisji, a zastąpił go Sandżaagijn Bajar.
Wstępne wyniki kolejnych wyborów parlamentarnych, które miały miejsce 29 czerwca 2008, wskazały na zwycięstwo MPLR. Spowodowało to protesty zwolenników Partii Demokratycznej, którzy (w liczbie ok. 6000) zorganizowali wiec w centrum Ułan Bator. Wiec przerodził się w zamieszki, w których pięć osób zginęło, a ponad 300 zostało rannych. Prezydent Mongolii Nambaryn Enchbajar zadecydował o wprowadzeniu stanu wyjątkowego.
W 2010 roku zmieniła nazwę na Mongolska Partia Ludowa. Na początku 2011 roku były prezydent Mongolii Nambaryn Enchbajar (był przeciwko przemianowaniu partii) założył nową Mongolską Partię Ludowo-Rewolucyjną.

## Poparcie
Poparcie w wyborach do Wielkiego Churału Państwowego w okresie istnienia Mongolskiej Republiki Ludowej (1924–1990):
- 1924 – ?
- 1925 – ?
- 1926 – ?
- 1927 – ?
- 1928 – ?
- 1930 – ?
- 1934 – ?
- 1940 – ?
- 1949 – ?
- 1951 – 176/295
- 1954 – 192/295
- 1957 – 178/233
- 1960 – 207/267
- 1963 – 216/270
- 1966 – 234/287
- 1969 – 252/297
- 1973 – 282/336
- 1977 – 328/354
- 1981 – 344/370
- 1986 – 346/370
- 1990 – 358/430

Poparcie w wyborach do Wielkiego Churału Państwowego od 1992:
- 1992 – 56,9%, 70 mandatów na 76
- 1996 – 40,5%, 26 mandatów(44)
- 2000 – 51,6%, 72 mandatów(47)
- 2004 – 48,23%, 36 mandatów(36)
- 2008 – 52,67%, 45 mandatów(9)
- 2012 – 31,31%, 26 mandatów(19)
- 2016 – 45,69%, 65 mandatów(39)

| Wybory | Kandydat                     | Głosowanie | Poparcie | Uwagi             |
| ------ | ---------------------------- | ---------- | -------- | ----------------- |
| 1993   | Lodongiyn Tudev              | I tura     | 40,1%    | Kandydat przegrał |
| 1997   | Nacagijn Bagabandi           | I tura     | 60,8%    | Prezydent         |
| 2001   | Nacagijn Bagabandi           | I tura     | 58,1%    | Prezydent         |
| 2005   | Nambaryn Enchbajar           | I tura     | 53,4%    | Prezydent         |
| 2009   | Nambaryn Enchbajar           | I tura     | 47,4%    | Kandydat przegrał |
| 2013   | Badmaanyambuugiin Bat-Erdene | I tura     | 41,9%    | Kandydat przegrał |